# Pyrrhosia schimperiana
Pyrrhosia schimperiana là một loài thực vật có mạch trong họ Polypodiaceae. Loài này được (Mett.) Alston miêu tả khoa học đầu tiên năm 1934.